# MV Rubymar
MV Rubymar var ett brittiskt bulkfartyg som anfölls av Huthirebeller i Röda havet den 18 februari 2024 och senare sjönk .
Fartyget, som seglade under belizisk flagg, var på väg till Bulgarien med 41 000 ton konstgödning när det anfölls med två ballistiska robotar och sprang läck. Hon ankrade och besättningen evakuerades.

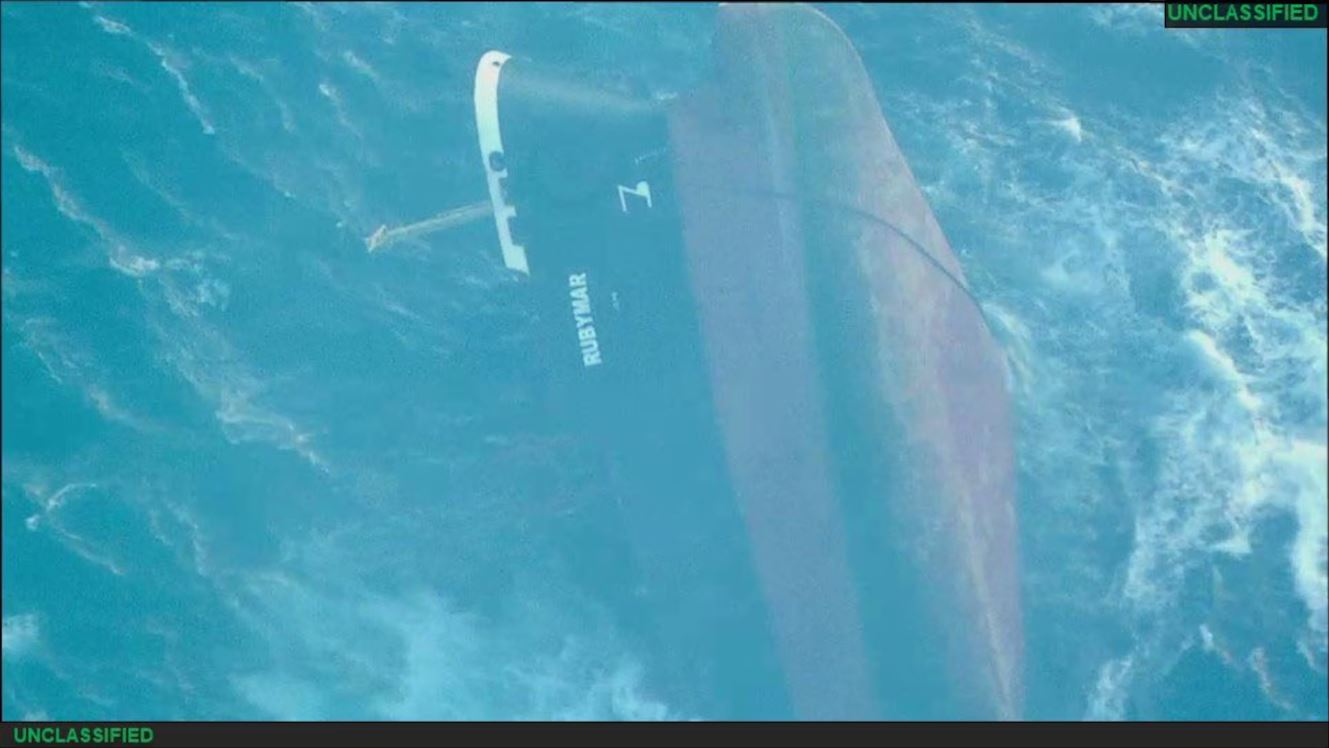
Rubymar på botten av Röda havet.

Rubymar började läcka olja kort efter att hon träffats och sjönk den 2 mars 2024. Oljeutsläppet och konstgödningen befaras förstöra Röda havets känsliga miljö. Hon är det första fartyg som sänkts under Huthirebellernas attacker mot kommersiella fartyg i Röda havet.
Fartyget ligger på 100 meters djup och Internationella sjöfartsorganisationen har vädjat om hjälp med utrustning för oljesanering i Jemen.